# Екатеріна Шталь-Єнчик
Екатеріна Шталь-Єнчик (31 липня 1946 , Сату-Маре  — 26 листопада 2009 ) — румунська фехтувальниця на рапірах, бронзова призерка Олімпійських ігор, чемпіонка світу.

## Виступи на Олімпіадах
| Олімпіада     | Дисципліна           | Місце |
| ------------- | -------------------- | ----- |
| Токіо 1964    | командна рапіра      | 5     |
| Мехіко 1968   | індивідуальна рапіра | 9     |
| Мехіко 1968   | командна рапіра      | 3     |
| Мюнхен 1972   | командна рапіра      | 3     |
| Мельбурн 1976 | індивідуальна рапіра | 7     |
| Мельбурн 1976 | командна рапіра      | 7     |
| Москва 1980   | індивідуальна рапіра | 4     |
| Москва 1980   | командна рапіра      | 9     |